# Sabanagrande (Herrera)
Sabanagrande è un comune (corregimiento) della Repubblica di Panama situato nel distretto di Pesé, provincia di Herrera. Si estende su una superficie di 58,4 km² e conta una popolazione di 1.591 abitanti (censimento 2010).